# Elisabeth Helander
Ester Elisabeth Helander, född Wahlforss 22 februari 1942 i Helsingfors, är en finländsk kemist. Hon är gift med Vilhelm Helander.
Helander blev filosofie doktor 1970, var forskningsdirektör vid Finlands Akademi 1975–1995, direktör vid Europeiska kommissionens generaldirektorat för regionalpolitik 1996–2007 och förvaltningsdirektör för Åbo Akademi 2007–2008.

## Utmärkelser
- Kommendör av Akademiska palmen,  1996[2]
- Officer av Akademiska palmen[2]

[Redigera Wikidata]